# Will Graham
Will Graham es un personaje ficticio creado por Thomas Harris para su novela Red Dragon, la primera novela de su famosa serie de Hannibal Lecter.

## Análisis del personaje
Thomas Harris describe a Will Graham como un prestigioso detective del FBI, sumamente inteligente y capaz de infiltrarse en dramatizaciones de crímenes para descubrir paraderos de asesinos. También es descrito como una persona que se perturba demasiado cuando se siente culpable de algo. Graham es el protagonista de la novela de Harris, Red Dragon.

## Historia

### Antecedentes
Red Dragon establece que Graham, un detective de homicidios en Nueva Orleans, había crecido rodeado de pobreza en varios lugares, incluyendo Biloxi y el lago Erie. Deja Nueva Orleans para asistir a la escuela de posgrado en ciencia forense en la Universidad George Washington. Después de alcanzar su título, Graham empieza a trabajar para el laboratorio de delincuencia del FBI. Graham es asignado como profesor de la academia del FBI al no pasar el examen psicológico de admisión para convertirse en agente. 
En uno de los casos de Graham, en la década de 1970, rastrea a un asesino en serie de mujeres universitarias de Minnesota de nombre "Garrett Jacob Hobbs". Graham lo mata, siendo reconocido ampliamente por el FBI. Sin embargo, en este acontecimiento, Graham se ve sumamente perturbado por casi matar también a la hija de Hobbs, por lo que permanece internado un mes en el Hospital Psiquiátrico para luego volver al FBI.
En 1975 Graham comienza la búsqueda de otro asesino conocido como el "Destripador de Chesapeake". Así, visita al médico que atendió a una de las víctimas en la sala de emergencia, el Dr. Hannibal Lecter, quien dice no haber notado nada extraño en este. Graham, sin estar convencido, regresa a la oficina de Lecter y al leer uno de los libros de medicina antigua de este, se da cuenta de que Lecter es el asesino que él busca. Rápidamente, realiza una llamada a la oficina de Baltimore del FBI, pero al terminarla, Lecter lo sorprende por la espalda para luego apuñalarle en el abdomen. Graham también logra herir a Lecter. Increíblemente, los dos sobreviven y Hannibal Lecter es arrestado. Graham sale del hospital meses después, y se da cuenta de que un hombre del Tattler Nacional llamado Freddy Lounds, lo ha fotografiado mientras se encontraba en estado de coma, lo que le provoca una fuerte humillación y poco después decide retirarse del FBI.

### Historia en Dragón Rojo
Tres años más tarde, Graham, que ahora vive con su esposa Molly y su hijo Willy, cerca de Maratón, Florida, es persuadido por su antiguo jefe, Jack Crawford, quien le pide su ayuda para realizar una investigación del FBI para capturar al asesino al que apodan "El Hada de los Dientes ". El Hada de los Dientes en realidad se llama Francis Dolarhyde, y había matado a dos familias en un ciclo lunar; la primera en Birmingham y la segunda en Atlanta. Después de estudiar la escena del crimen y analizar algunos videos grabados por las familias, Graham decide consultar a Hannibal Lecter, quién se encontraba internado en el hospital de Baltimore a cargo del Dr. Frederick Chilton. Lecter había ayudado al FBI en varias ocasiones a encontrar asesinos y resolver casos, pero esta vez, solo le pide a Graham que piense en los enormes patios de las casas de las familias asesinadas además de decirle "La respuesta está en los videos". Lecter aprovecha la situación para vengarse del hombre que lo capturó enviándole cartas a Dolarhyde con la dirección de Graham mediante un código de Tattler Nacional, poniendo en peligro la seguridad de su esposa y su hijastro. Lecter es descubierto y la familia de Graham es trasladada a una casa de campo propiedad del hermano de Crawford, pero más tarde, Molly decide volver a la casa de su difunto esposo en Oregón. A pesar de esto, Graham no abandona la búsqueda de Dolarhyde y utiliza a Lounds para romper el código de comunicación entre Lecter y Dolarhyde por medido de Tattler, dando a Lounds información falsa y también una falsa declaración sobre insultos que había dicho Lecter sobre Dolarhyde. Francis Dolarhyde, creyendo en estos insultos presentados en la publicación del Tattler, secuestra y asesina brutalmente a Lounds. A partir de esto, Crawford consigue algunas pistas sobre el paradero del asesino y Graham, siguiendo la frase de Lecter, llega a una empresa de producción de video en donde varios trabajadores coinciden con la descripción que les da el FBI, apuntando al encargado de la grabación de videocassetes, Francis Dolarhyde. 
Así se descubre que este había elegido a las familias por medio de los casetes que él hacía. Graham, Crawford y agentes del FBI llegan a la casa Dolarhyde para arrestarlo, solo para descubrir que el asesino la había incendiado, mientras que su novia ciega, Reba McClane, estaba dentro; para luego suicidarse, según parece. Graham rescata y consuela a McClane quién logró salir viva, y luego regresa a su casa en Florida al lado de su familia, creyendo que el reinado de terror de Dolarhyde ha terminado. Sin embargo, tras el aparente suicidio de Dolarhyde se revela que fue una mentira. Dolarhyde ataca a Graham y a su familia en su casa. Graham debate con él en un duelo psicológico utilizando los insultos que traumatizaron a Dolarhyde para tomar ventaja. Este trata de asesinarlo junto con su hijastro hasta que es asesinado a tiros por la esposa de Graham. Graham y su familia logran sobrevivir, pero queda desfigurado por una marca que le hizo Dolarhyde en la última "pelea". Se desconoce cómo fue la relación entre Molly y Will Graham.

### The Silence of the Lambs
Will Graham es brevemente mencionado en The Silence of the Lambs, la secuela de Red Dragon, cuando Clarice Starling señala que "Will Graham, es el perro más vivo de la fuente de Crawford, que fue una leyenda en la academia del (FBI), y también un borracho en Florida ahora con un rostro que es difícil de ver"... Crawford le responde que "su cara se parece a algo maldito que Picasso dibujó".

## Adaptaciones cinematográficas
Graham ha sido retratado en la pantalla tres veces, en Manhunter por William Petersen, en Red Dragon por Edward Norton y en Hannibal (serie de televisión) por Hugh Dancy.
En Manhunter y en Red Dragon , su desfiguración facial es finalmente minimizada, y parece sobrevivir un final relativamente feliz. En la última escena de Red Dragon se muestra a Graham en un barco leyendo una carta de Hannibal Lecter y luego la arroja al mar. En esta misma adaptación Lecter y Graham parecen tener más comunicación por una amistad de más años, cosa que no se menciona en la novela original de Harris.

## Televisión
En la serie de televisión Hannibal de 2013 protagonizada por el detective Will Graham (Hugh Dancy), asistido por su psiquiatra Hannibal Lecter (Mads Mikkelsen). En esta oportunidad se presenta a un Will mucho más sofisticado que en las películas, un muy joven perturbado detective que resuelve crímenes emulando, por medio de su imaginación, a los asesinos que investiga, ya que de cierto modo piensa como ellos.  Estos acontecimientos teóricamente transcurren antes de la novela Dragón Rojo. En la adaptación se cambia de época, ya no se trata de la década de 1970, se puede apreciar una atmósfera contemporánea.
En la serie se muestra a un Dr. Lecter más modernizado y actualizado que en las adaptaciones cinematográficas.